# Carex langii
Carex langii är en halvgräsart som beskrevs av Ernst Gottlieb von Steudel. Carex langii ingår i släktet starrar, och familjen halvgräs. Inga underarter finns listade i Catalogue of Life.